# Arnaldo Azzati
Arnaldo Azzati Cutanda (Valencia, 7 de septiembre de 1913-ibidem, 18 de julio de 1986) fue un periodista y traductor español.

## Biografía
Nació en Valencia en 1913. Hijo del periodista republicano Félix Azzati, también Arnaldo se dedicaría al periodismo.
Hacia 1933 ingresó en la Unión de Juventudes Comunistas de España, dentro del cual lograría ascender y ocupar un puesto en el comité provincial del PCE. Compaginó esta labor con la de redactor del periódico La Verdad, órgano del PCE en Valencia. En esta época contrajo matrimonio con la también comunista Alejandra Soler. Más adelante se convertiría en secretario de Agitación y Propaganda de las Juventudes Socialistas Unificadas (JSU).
Durante la Guerra civil trabajó para la Agencia Internacional del Movimiento Antifascista (AIMA), sita en Barcelona.
En 1939, al finalizar la contienda, se refugió en Francia junto a su esposa, donde sería internado en el Campo de concentración de Argelès-sur-Mer. Tras algunas dificultades, lograría trasladarse a la Unión Soviética junto a su mujer Alejandra. Durante algún tiempo trabajó para Radio Moscú. Al igual que otros exiliados en la URSS, Azzati destacaría en su faceta como traductor, labor que se convirtió en su medio de vida. Formó parte del llamado «grupo de Moscú», junto a José Laín Entralgo, Augusto Vidal, Lydia Kúper y Luis Abollado. Durante algún tiempo dirigió Noticiero, órgano de la Casa de España en la Unión Soviética.
A comienzos de la década de 1970 regresó a España, donde trabajaría como traductor para las editoriales Progreso y Ediciones Pueblos Unidos.